# U.S. Indoor National Championships 1983
Lo U.S. Indoor National Championships 1983 è stato un torneo giocato sul sintetico indoor del Racquet Club of Memphis a Memphis nel Tennessee. 
È stata la 82ª edizione del Torneo di Memphis, facente parte del Volvo Grand Prix 1983.

## Campioni

### Singolare maschile
Jimmy Connors ha battuto in finale  Gene Mayer con il punteggio di 7–5, 6–0.

### Doppio maschile
Peter McNamara /  Paul McNamee hanno battuto in finale  Tim Gullikson /  Tom Gullikson con il punteggio di 6–1, 6–1.